# SCAT Airlines
PLL SCAT Air Company, que opera como SCAT Airlines, es una aerolínea con sede en Shymkent, Kazajistán. Opera servicios a todas las principales ciudades de Kazajistán y a los países vecinos. Su base principal es el Aeropuerto Internacional de Shymkent, con hubs en el aeropuerto de Oral Ak Zhol, el aeropuerto de Aqtau, el aeropuerto de Astaná, el aeropuerto de Atyrau, el aeropuerto de Kyzylorda y en el Aeropuerto Internacional de Almatý. La aerolínea está clasificada como una de las menos seguras del mundo por Airline Ratings.

## Historia

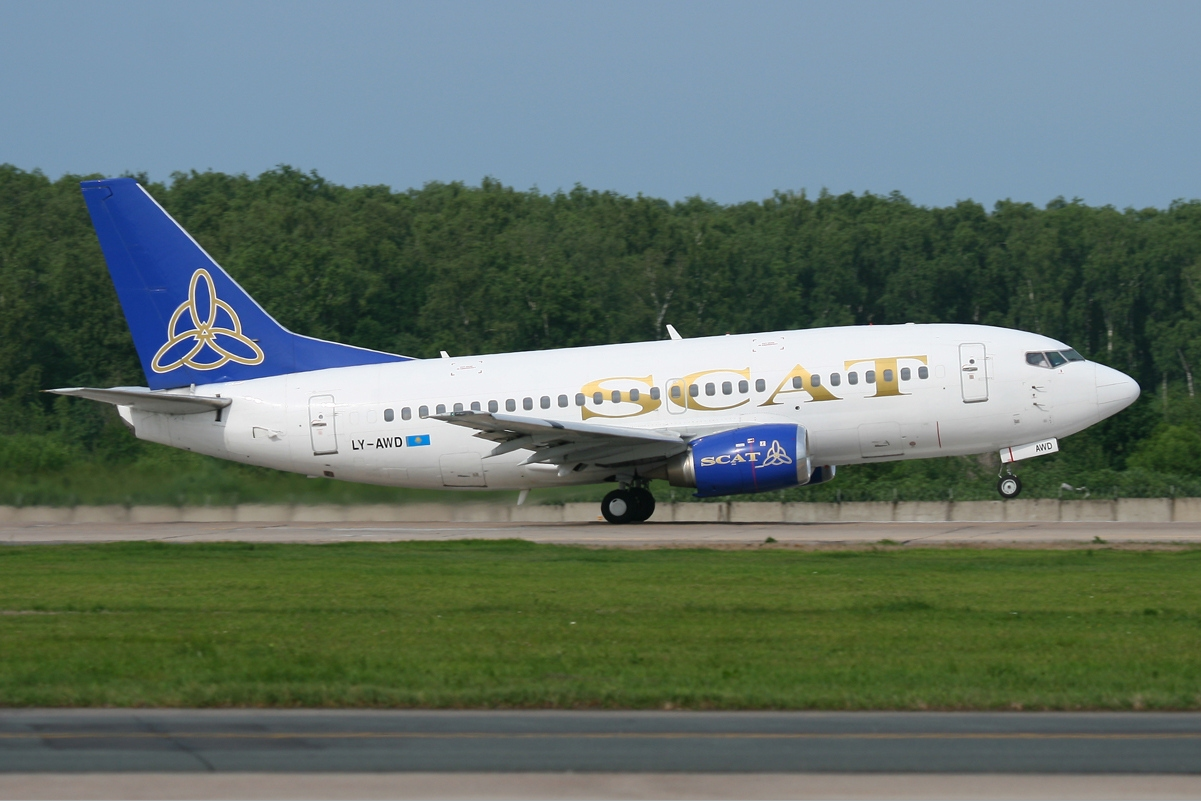
Un Boeing 737-500 de SCAT en el aeropuerto de Moscú-Domodédovo (2009).

La aerolínea fue fundada y comenzó a operar en 1997. Es propiedad de Vladimir Denissov (53%) y Vladimir Sytnik (47%).

## Sunday Airlines
Sunday Airlines es una nueva aerolínea chárter y filial de SCAT Airlines, que opera dos Boeing 757-200 en régimen de arrendamiento de su empresa matriz, así como un Boeing 767-300ER.

## Flota

### Flota Actual

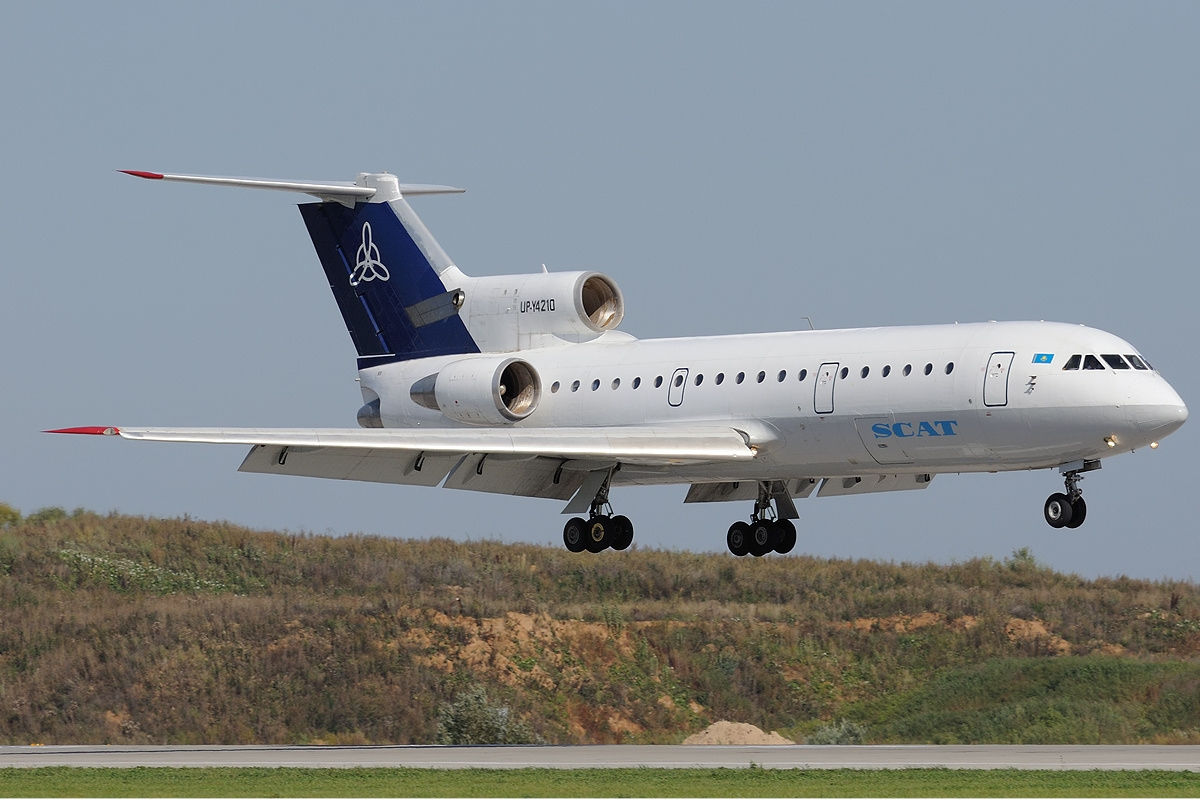
Un Yakovlev Yak-42 de SCAT aterrizando en el aeropuerto de Moscú-Domodédovo (2009).

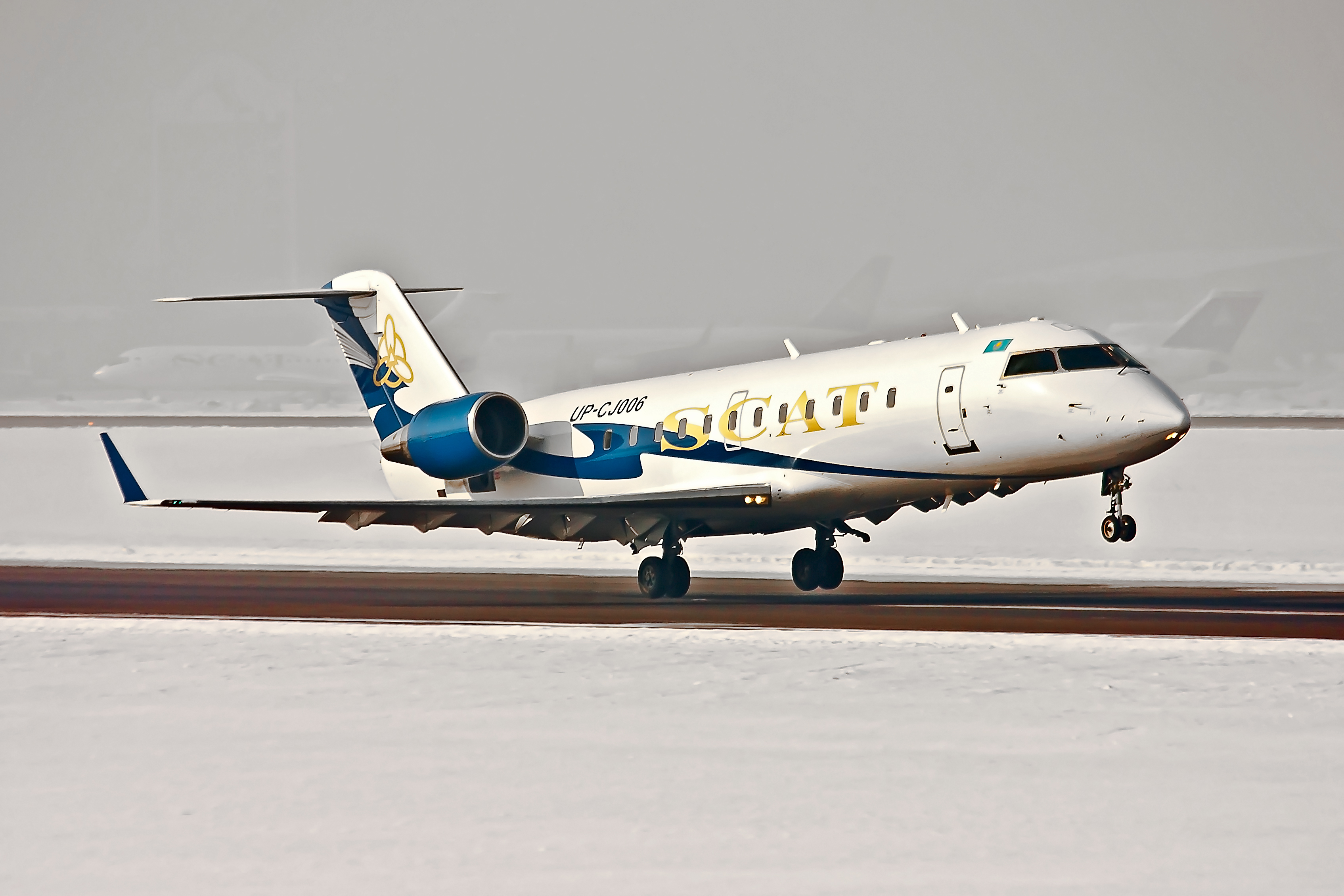
Bombardier CRJ200 de SCAT en el Aeropuerto Internacional de Almaty el 7 de enero de 2013. Tres semanas después de que se tomó esta fotografía, este avión fue destruido en el accidente del vuelo 760.

A abril de 2023, SCAT operaba los siguientes aviones de pasajeros, con una edad media de 18.4 años:
En abril de 2007, SCAT Air introdujo un BAC One-Eleven 500 (construido bajo licencia por Rombac en Rumania), registro EX-103, a su flota para servicios entre Shymkent, Astaná y Almaty, así como en la ruta a Moscú-Domodedovo a través de Taraz.

## Lista negra de la UE
SCAT Airlines actualmente tiene prohibido operar en el espacio aéreo europeo. La prohibición fue impuesta por la Comisión Europea, en consulta con las autoridades de aviación de los Estados miembros tras una auditoría realizada por la Organización de Aviación Civil Internacional (ICAO), encontró al Comité de Aviación Civil de Kazajistán (CAC) inadmisible en áreas clave de la supervisión regulatoria. Esto dio lugar a una prohibición general de todas las compañías aéreas registradas en Kazajistán de volar hacia, desde o dentro de la Unión Europea por el Comité de Seguridad Aérea de la UE (ASC). (Air Astana fue excluido de la lista negra debido a que sus aviones están registrados en la isla caribeña de Aruba).

## Incidentes y accidentes
- El 29 de enero de 2013, las 21 personas a bordo del vuelo 760 de Kokshetau a Almatý perecieron cuando la aeronave, un Bombardier CRJ-200 (registro UP-CJ006) se estrelló cerca de Kyzyltu durante una aproximación de baja visibilidad al Aeropuerto Internacional de Almatý.[9][10]